# Meteorium filiferum
Meteorium filiferum là một loài Rêu trong họ Meteoriaceae. Loài này được (Müll. Hal.) Mitt. mô tả khoa học đầu tiên năm 1869.